# Conn Cétchathach
Conn Cétchathach [koN 'kʴeːdxaθax] („Conn mit den hundert Schlachten“) war in der keltischen Mythologie Irlands der Name eines Königs, der im 2. Jahrhundert n. Chr. gelebt haben soll. Er ist eine Hauptperson im Finn-Zyklus und im Historischen Zyklus.

## Mythologie und Etymologie
In Airne Fingein („Fingeins Nachtwache“) wird berichtet, dass Fingein mac Luchta von einer Fee die Geburt Conns prophezeit wird. Fingein dient dann Conn als treuer Gefolgsmann bis zu seinem Tode. Dem König Tadg mac Nuadat hilft Conn gegen den Entführer seiner Tochter Muirne, dem Fianna-Anführer Cumhall mac Basna. In der Erzählung Baile in Scáil („Die Weissagung des Phantoms“) wird Conn seine Zukunft bald nach seinem Amtsantritt vorhergesagt. Er war zuerst Herrscher über den Norden Irlands von Tara aus, erst nach der gewonnenen Schlacht von Mag Léana gegen Mug Nuadat wurde er zum Hochkönig Gesamtirlands (nach der Überlieferung von 177 bis 212). In der Sage Echtrae Chonnlai („Connlas Abenteuer“) wird erzählt, wie sich Conns Sohn Connla in eine Fee verliebt und ihr in die Anderswelt folgt. Conns zweiter Sohn Art ist der Vater des berühmten Cormac mac Airt. In einer Version der Legende Esnada Tige Buchet („Das Lied des Hauses Buchet“) wird erzählt, wie er der Schwiegersohn seines Vorgängers als König, Cathair Mór, wird.
Als sich der verwitwete Conn mit der von den Túatha Dé Danann verstoßenen Bé Chuma vermählt, deshalb seinen Sohn Art mac Cuinn verstößt und somit gegen das fír flathemon („Gerechtigkeit der Könige“) sündigt, kommt so lange Unglück über sein Land, bis ihm Druiden auftragen, durch ein Menschenopfer die Fehltat zu sühnen.
Nach einer von Geoffrey Keating vertretenen Überlieferung soll Conn Cétchathach von 50 als Frauen verkleideten Ulster-Kriegern in seinem Herrschersitz Tara ermordet worden sein.
Sein Großvater war Tuathal Techtmar, der die fünfte Provinz Mide gegründet haben soll und den Tribut Bóruma erstmals einhob. Zu seinen Nachkommen zählt nach Dubhaltach Mac Fhirbhisigh unter anderem der irische Einsiedler Fiacrius.

## Weblink
- Eugene O’Curry: Cath Mhuighe Léana, or The battle of Magh Leana. The Celtic Society, 1855